# Isonzofront
Het Isonzofront  (Italiaans voor de rivier de Soča) was tijdens de Eerste Wereldoorlog een front tussen Oostenrijk-Hongarije en Italië, rond Kobarid in het noordwesten van Slovenië.
Meer dan 300.000 Oostenrijks-Hongaarse en Italiaanse soldaten lieten hierbij het leven. Bij het front vond het zogenoemde Wunder von Karfreit plaats. Karfreit is de Duitse naam voor het Sloveense Kobarid. Dit "wonder van Kobarid" slaat op het gebruik van gifgas dat de Oostenrijkers in oktober 1917 de overwinning op de Italianen liet behalen.

## Gevechten aan dit front
Er zijn twaalf gevechten geweest:
- Eerste gevecht - 23 juni tot 7 juli, 1915
- Tweede gevecht - 18 juli tot 3 augustus, 1915
- Derde gevecht - 18 oktober tot 3 november, 1915
- Vierde gevecht - 10 november tot 2 december, 1915
- Vijfde gevecht - 9 tot 17 maart, 1916
- Zesde gevecht - 6 tot 17 augustus, 1916
- Zevende gevecht - 14 tot 17 September, 1916
- Achtste gevecht - 10 tot 12 oktober, 1916
- Negende gevecht - 1 tot 4 november, 1916
- Tiende gevecht - 12 mei tot 8 Juni, 1917
- Elfde gevecht - 19 augustus tot 12 september, 1917
- Twaalfde gevecht - 24 oktober tot 7 november, 1917 de Slag bij Caporetto